# Politikåret 1826

## Händelser
- 18 maj – Peru erkänner Bolivia.[1]
- 4 juli – Två av USA:s ex-presidenter råkar dö samma dag som USA firar 50 år sedan självständighetsförklaringen 1776. Först dör Thomas Jefferson i Virginia och senare samma dag John Adams i Massachusetts. Ingendera har varit i skick att åka till huvudstaden för att delta i festligheterna.[2]
- 2 augusti – Daniel Webster, ordförande i representanthusets justitieutskott, håller en gemensam eulogi i Boston över de avlidna amerikanska ex-presidenterna Thomas Jefferson och John Adams.[3]

## Avlidna
- 4 juli
  - Thomas Jefferson, amerikansk diplomat och politiker, Virginias guvernör 1779–1781, USA:s utrikesminister 1790–1793, USA:s vicepresident 1797–1801, USA:s president 1801–1809.
  - John Adams, amerikansk diplomat och politiker, USA:s vicepresident 1789–1797, USA:s president 1797–1801.

### Fotnoter
1. ↑  ”Bolivia” (på engelska). World Statesmen. http://www.worldstatesmen.org/Bolivia.html. Läst 30 juli 2015.
2. ↑  Paranick, Amber (6 juli 2022). ”Deaths of John Adams and Thomas Jefferson on July 4th” (på engelska). USA:s kongressbibliotek. https://blogs.loc.gov/headlinesandheroes/2022/07/deaths-of-john-adams-and-thomas-jefferson-on-july-4th/. Läst 3 juni 2025.
3. ↑  ”Adams and Jefferson” (på engelska). Americanliterature.com. https://americanliterature.com/history/daniel-webster/speech/adams-and-jefferson. Läst 3 juni 2025.